# Sobór Kazańskiej Ikony Matki Bożej w Ałmaty
Sobór Kazańskiej Ikony Matki Bożej – prawosławna cerkiew w Ałmaty, w jurysdykcji eparchii astańskiej Rosyjskiego Kościoła Prawosławnego.

## Historia
Cerkiew została wzniesiona w latach 1889-1898 r. według projektu M. Brusiłowskiego, zastępując starszą świątynię pod tym samym wezwaniem, jaka funkcjonowała od 1860 r. w tzw. Małej Stanicy, kozackiej osadzie na obrzeżach stanicy Bolszo-Ałmatinskiej. Cerkiew ta w 1872 r. była pierwszą katedrą nowo powstałej eparchii turkiestańskiej. W 1901 r. nową budowlą sakralną wyświęcił biskup taszkencki i turkiestański Arkadiusz, jednak regularne nabożeństwa odbywały się w niej już od 1898. Cerkiew była wznoszona z budżetu państwa, jako że miejscowi parafianie nie byli w stanie samodzielnie zgromadzić funduszy na ten cel.
Świątynia została zamknięta po rewolucji październikowej i wojnie domowej. Na terenie dawnej Małej Stanicy powstał kołchoz Łucz Wostoka, a działalność prawosławnej parafii stała się niemożliwa. W 1934 r. budynek zaadaptowano na klub dla kołchoźników. Duchowieństwo prawosławne całej diecezji poddano masowym prześladowaniom. Cerkiew Kazańskiej Ikony Matki Bożej została ponownie otwarta dopiero po tym, gdy Stalin zmienił w czasie II wojny światowej politykę wobec Kościoła prawosławnego. Świątynię powtórnie poświęcił arcybiskup Cyryl, tymczasowo zarządzający eparchią taszkencką. W latach 1946–1955 służył w niej metropolita ałma-atyński i kazachstański Mikołaj. W 1953 r. cerkiew rozbudowano o drugi ołtarz św. Jerzego.
W 1998 r. z okazji jubileuszu powstania cerkwi świątyni nadano rangę soboru.